# Индустријска зона 2 (Лече)
Индустријска зона 2 (итал. Zona Industriale 2) је насеље у Италији у округу Лече, региону Апулија.
Према процени из 2011. у насељу је живело 9 становника. Насеље се налази на надморској висини од 37 м.